# Sotíris Leontíou
Sotíris Leontíou (en grec : Σωτήρης Λεοντίου), né le 17 juillet 1984 à Ioannina, est un footballeur grec.
Il a joué 5 matchs en Ligue des champions et 6 matchs en Coupe de l'UEFA avec le Panathinaïkos.